# Ivan Glowatzky
Ivan Glowatzky (Čakovec, 11. srpnja 1976.) je hrvatski kazališni, televizijski i filmski glumac.

## Filmografija

### Televizijske uloge
- "Bitange i princeze" kao Marko "Fishkill" (2006.)
- "Bibin svijet" kao Roko Bas (2007.)
- "Odmori se, zaslužio si" kao Vrančić (2007.)
- "Luda kuća" kao Filip Majer (2005. – 2010.)
- "Stipe u gostima" kao direktor agencije (2011.)
- "Počivali u miru" kao Marko Glavina (2013.)
- "Stella" kao Kristijan Križanić (2013.)
- "Ko te šiša" kao Dražen (2019.)
- "Der Club der singenden Metzger" kao warm upper (2019.)
- "Mrkomir Prvi" kao Trinkenblut / Bubimir (2023.)
- "U dobru i zlu" kao Frane (2024.)

### Filmske uloge
- "Snivaj, zlato moje" kao Tomica (2005.)
- "Posljednja pričest" kao svećenik (2005.)
- "Mrtvi kutovi" kao tehničar (2005.)
- "U tišini" kao Marko (2006.)
- "Sedam neodgovorenih poziva" kao Saša (2007.)
- "Pjevajte nešto ljubavno" kao Deni (2007.)
- "Krivo dijeljenje" kao Igor (2009.)
- "Čovjek ispod stola" kao kupac Alan Forda (2009.)
- "Šuma summarum" kao Mislav (2010.)
- "Zagorski specijalitet" kao Dario (2011.)
- "7 seX 7" kao Marko (2011.)
- "Zagrebačke priče vol. 2" kao Marin (2012.)
- "Od danas do sutra" (2013.)
- "Kratki spojevi" kao Marko (2013.)
- "Steppeulven" (2014.)
- "Bićemo prvaci svijeta" kao Boris Mutić (2015.)
- "Narodni heroj Ljiljan Vidić" kao najavnik (2015.)
- "Pisma na kraju šume" (2022.)
- "Pelikan" kao fizioterapeut (2022.)

### Sinkronizacija
- "Legenda o medvjedu" kao Zaljubljeni medvjed (2003.)
- "Scooby Doo i čudovište iz Loch Nessa" kao Angus Haggart (2005.)
- "Bambi" kao Bambi (odrasli) (2005.)
- "Tarzan" kao Flynt (2005.)
- "Mala sirena" (serija) kao Frki (2006.)
- "Divlji valovi" kao Cody Maverick (2007.)
- "Trnoružica" kao Princ Filip (2008.)
- "Princeza i žabac" kao princ Naveen (2009.)
- "Ljepotica i zvijer" kao Zvijer (2010.)
- "Sammy na putu oko svijeta" kao Sammy (2010.)
- "Moj ljubimac Marmaduke" kao Bodo (2010.)
- "Hop" kao Bibi, Željko i asistent (2011.)
- "Lorax: Zaštitnik šume" kao Tin (2012.)
- "Snježna kraljica 1, 2, 3" kao Kai (2012., 2014., 2016.)
- "Spašavanje Djeda Mraza" kao Bernard (2014.)
- "Poštar Pat Film" kao Josh (2014.)
- "Blinky Bill: Neustrašiva koala" kao Blinky Bill (2015.)
- "Pjevajte s nama, 2" kao Johnny (2016., 2021.)
- "Čudesni park" kao Janin tata Bjeliš (2019.)
- "Otpisanci" kao Clarance (2021.)
- "Veliki crveni pas Clifford" kao veterinar (2021.)

## Vanjske poveznice
- Ivan Glowatzky u internetskoj bazi filmova IMDb-u (engl.)
- Stranica na hnkvz.hr